# 天大将军增十四
HD 14221，又名BD+48 648，SAO 37949、HR 673、HIP 10830，是一颗仙女座的恒星，视星等为6.37，位于銀經137.46，銀緯-11.42，其B1900.0坐标为赤經2h 12m 51.1s，赤緯+48° -11.42′ 31″。